# تونده سابو
تونده سابو (به انگلیسی: Tünde Szabó) (زادهٔ ۳۱ مهٔ ۱۹۷۴) شناگر اهل مجارستان است.